# Serra de l'Horta
La Serra de l'Horta és una serra situada als municipi de Sant Guim de la Plana a la comarca de la Segarra, amb una elevació màxima de 586 metres.